# Episodi di Un caso per due (trentunesima stagione)
La trentunesima stagione della serie televisiva tedesca Un caso per due, composta da 7 episodi, è andata in onda in Germania sul canale ZDF a partire dal 7 gennaio 2011.
| nº | Titolo originale  | Titolo italiano        | Prima TV Germania | Prima TV Italia  |
| -- | ----------------- | ---------------------- | ----------------- | ---------------- |
| 1  | Tödliche Story    | Il campione            | 7 gennaio 2011    |                  |
| 2  | Dunkle Schatten   | Vuoti di memoria       |                   |                  |
| 3  | Alles außer Liebe | Tutto tranne che amore |                   |                  |
| 4  | Der Fall Matula   | Il caso Matula         | 9 dicembre 2011   | 7 dicembre 2013  |
| 5  | Koala im Schnee   | Koala nella neve       |                   | 1º febbraio 2014 |
| 6  | Schicksal         |                        |                   |                  |
| 7  | Verlust           |                        |                   |                  |